# Château-Chinon (Ville)
Château-Chinon (Ville) és un municipi francès, situat al departament del Nièvre i a la regió de Borgonya - Franc Comtat. El nom de Château-Chinon(Ville), que històricament s'havia escrit sense espai entre Chinon i el parèntesi, va ser esmenat el 2009 pel Code officiel géographique amb l'afegit de l'espai en el nom. Aquest municipi es distingeix del veí Château-Chinon (Campagne).

Comunes de Château-Chinon i rodalia

## Personatges il·lustres
- François Mitterrand, alcalde del 1959 al 1981